# آلومینیم نیترات
نیترات آلومینیم(به انگلیسی: Aluminium nitrate) نوعی نمک است که از اسید نیتریک به وجود می‌آید که فرمول هیدراته آن Al(NO۳)۳·۹H۲O است.